# Lista de ciclistas olímpicos dos Países Baixos
Esta é uma lista de todos os ciclistas dos Países Baixos que competiram nos Jogos Olímpicos de Verão. A partir de 2012, disputaram as provas das quatro disciplinas (BMX, mountain bike, ciclismo de estrada e ciclismo de pista). Ciclista holandês não competiu nos Jogos Olímpicos de 1896, 1900, 1904 e boicotaram a edição de 1956.

## Ciclistas olímpicos holandeses
| Ciclista                    | Ano                     | Disciplina          | Evento                                   |
| --------------------------- | ----------------------- | ------------------- | ---------------------------------------- |
| Thijs Al                    | Jogos Olímpicos de 2004 | Mountain bike       | Cross-country masculino                  |
| Johan Alberts               | Jogos Olímpicos de 1984 | Ciclismo de estrada | Contrarrelógio por equipes masculino     |
| Mario van Baarle            | Jogos Olímpicos de 1988 | Ciclismo de pista   | Perseguição por equipes masculino        |
| Jarich Bakker               | Jogos Olímpicos de 1996 | Ciclismo de pista   | Perseguição por equipes masculino        |
| Maarten den Bakker          | Jogos Olímpicos de 1988 | Ciclismo de estrada | Contrarrelógio por equipes masculino     |
| Klaas Balk                  | Jogos Olímpicos de 1968 | Ciclismo de pista   | Perseguição por equipes masculino        |
| Klaas Balk                  | Jogos Olímpicos de 1972 | Ciclismo de pista   | Velocidade masculino                     |
| Klaas Balk                  | Jogos Olímpicos de 1972 | Ciclismo de pista   | Tandem masculino                         |
| Pieter Beets                | Jogos Olímpicos de 1920 | Ciclismo de pista   | Tandem masculino                         |
| Pieter Beets                | Jogos Olímpicos de 1920 | Ciclismo de pista   | Perseguição por equipes masculino        |
| Chantal Beltman             | Jogos Olímpicos de 2000 | Ciclismo de estrada | Corrida em estrada feminina              |
| Chantal Beltman             | Jogos Olímpicos de 2008 | Ciclismo de estrada | Corrida em estrada feminina              |
| Marcel Beumer               | Jogos Olímpicos de 1988 | Ciclismo de pista   | Perseguição por equipes masculino        |
| Guus Bierings               | Jogos Olímpicos de 1980 | Ciclismo de estrada | Contrarrelógio por equipes masculino     |
| Raymon van der Biezen       | Jogos Olímpicos de 2008 | BMX                 | BMX masculino                            |
| Raymon van der Biezen       | Jogos Olímpicos de 2012 | BMX                 | BMX masculino                            |
| Theo Blankenaauw            | Jogos Olímpicos de 1948 | Ciclismo de pista   | 1 km contarrelógio masculino             |
| Theo Blankenaauw            | Jogos Olímpicos de 1948 | Ciclismo de pista   | Perseguição por equipes masculino        |
| Léon van Bon                | Jogos Olímpicos de 1992 | Ciclismo de pista   | Corrida por pontos masculina             |
| Léon van Bon                | Jogos Olímpicos de 2000 | Ciclismo de estrada | Corrida em estrada masculina             |
| Michael Boogerd             | Jogos Olímpicos de 2004 | Ciclismo de estrada | Corrida em estrada masculina             |
| Lars Boom                   | Jogos Olímpicos de 2012 | Ciclismo de estrada | Corrida em estrada masculina             |
| Lars Boom                   | Jogos Olímpicos de 2012 | Ciclismo de estrada | Contrarrelógio masculino                 |
| Tjabel Boonstra             | Jogos Olímpicos de 1920 | Ciclismo de pista   | Velocidade masculino                     |
| Tjabel Boonstra             | Jogos Olímpicos de 1920 | Ciclismo de pista   | Tandem masculino                         |
| Jan Bos                     | Jogos Olímpicos de 2004 | Ciclismo de pista   | Velocidade por equipes masculino         |
| Theo Bos                    | Jogos Olímpicos de 2004 | Ciclismo de pista   | Velocidade masculino                     |
| Theo Bos                    | Jogos Olímpicos de 2004 | Ciclismo de pista   | Perseguição por equipes masculino        |
| Theo Bos                    | Jogos Olímpicos de 2004 | Ciclismo de pista   | Contrarrelógio masculino                 |
| Theo Bos                    | Jogos Olímpicos de 2004 | Ciclismo de pista   | Keirin masculino                         |
| Theo Bos                    | Jogos Olímpicos de 2008 | Ciclismo de pista   | Velocidade masculino                     |
| Theo Bos                    | Jogos Olímpicos de 2008 | Ciclismo de pista   | Keirin masculino                         |
| Gerard Bosch van Drakestein | Jogos Olímpicos de 1908 | Ciclismo de pista   | 660 jardas masculina                     |
| Gerard Bosch van Drakestein | Jogos Olímpicos de 1908 | Ciclismo de pista   | 5000 metros masculino                    |
| Gerard Bosch van Drakestein | Jogos Olímpicos de 1908 | Ciclismo de pista   | 20 quilômetros masculino                 |
| Gerard Bosch van Drakestein | Jogos Olímpicos de 1908 | Ciclismo de pista   | 100 quilômetros masculino                |
| Gerard Bosch van Drakestein | Jogos Olímpicos de 1908 | Ciclismo de pista   | Velocidade masculino                     |
| Gerard Bosch van Drakestein | Jogos Olímpicos de 1908 | Ciclismo de pista   | Perseguição por equipes masculino        |
| Gerard Bosch van Drakestein | Jogos Olímpicos de 1924 | Ciclismo de pista   | Tandem masculino                         |
| Gerard Bosch van Drakestein | Jogos Olímpicos de 1924 | Ciclismo de pista   | Perseguição por equipes masculino        |
| Gerard Bosch van Drakestein | Jogos Olímpicos de 1928 | Ciclismo de pista   | Perseguição por equipes masculino        |
| Gerard Bosch van Drakestein | Jogos Olímpicos de 1928 | Ciclismo de pista   | 1 km contrarrelógio masculino            |
| John den Braber             | Jogos Olímpicos de 1992 | Ciclismo de pista   | Estrada contarrelógio masculino          |
| John den Braber             | Jogos Olímpicos de 2000 | Ciclismo de pista   | Perseguição por equipes masculino        |
| Janus Braspennincx          | Jogos Olímpicos de 1928 | Ciclismo de estrada | Corrida em estrada masculina             |
| Janus Braspennincx          | Jogos Olímpicos de 1928 | Ciclismo de estrada | Corrida em estrada por equipes masculino |
| Janus Braspennincx          | Jogos Olímpicos de 1928 | Ciclismo de pista   | Perseguição por equipes masculino        |
| Bart Brentjes               | Jogos Olímpicos de 1996 | Mountain bike       | Cross-country masculino                  |
| Bart Brentjes               | Jogos Olímpicos de 2000 | Mountain bike       | Cross-country masculino                  |
| Bart Brentjes               | Jogos Olímpicos de 2004 | Mountain bike       | Cross-country masculino                  |
| Bart Brentjes               | Jogos Olímpicos de 2008 | Mountain bike       | Cross-country masculino                  |
| Erik Breukink               | Jogos Olímpicos de 1984 | Ciclismo de estrada | Estrada contrarrelógo masculino          |
| Erik Breukink               | Jogos Olímpicos de 1996 | Ciclismo de estrada | Corrida em estrada masculina             |
| Erik Breukink               | Jogos Olímpicos de 1996 | Ciclismo de estrada | Estrada contrarrelógio masculino         |
| Gerben Broeren              | Jogos Olímpicos de 1992 | Ciclismo de pista   | Perseguição por equipes masculino        |
| Yvonne Brunen               | Jogos Olímpicos de 1996 | Ciclismo de estrada | Corrida em estrada feminina              |
| Yvonne Brunen               | Jogos Olímpicos de 1996 | Ciclismo de estrada | Estrada contrarrelógio feminino          |
| Klaas Buchly                | Jogos Olímpicos de 1948 | Ciclismo de pista   | Tandem masculino                         |
| Leen Buis                   | Jogos Olímpicos de 1928 | Ciclismo de estrada | Corrida em estrada masculina             |
| Leen Buis                   | Jogos Olímpicos de 1928 | Ciclismo de estrada | Corrida em estrada por equipes masculina |
| Erik Cent                   | Jogos Olímpicos de 1988 | Ciclismo de pista   | Perseguição por equipes masculino        |
| Erik Cent                   | Jogos Olímpicos de 1988 | Ciclismo de pista   | Perseguição individual masculino         |
| Erik Cent                   | Jogos Olímpicos de 1992 | Ciclismo de pista   | Perseguição por equipes masculino        |
| Stef Clement                | Jogos Olímpicos de 2008 | Ciclismo de estrada | Corrida em estrada masculina             |
| Stef Clement                | Jogos Olímpicos de 2008 | Ciclismo de estrada | Estrada contrarrelógio masculino         |
| Rob Compas                  | Jogos Olímpicos de 1992 | Ciclismo de estrada | Corrida em estrada masculina             |
| Tom Cordes                  | Jogos Olímpicos de 1988 | Ciclismo de estrada | Contrarrelógio por equipes masculino     |
| Tom Cordes                  | Jogos Olímpicos de 1988 | Ciclismo de estrada | Corrida em estrada masculina             |
| Henk Cornelisse             | Jogos Olímpicos de 1964 | Ciclismo de pista   | Perseguição por equipes masculino        |
| Hans Daams                  | Jogos Olímpicos de 1984 | Ciclismo de estrada | Corrida em estrada masculina             |
| Laurens ten Dam             | Jogos Olímpicos de 2008 | Ciclismo de estrada | Corrida em estrada masculina             |
| Georgius Damen              | Jogos Olímpicos de 1908 | Ciclismo de pista   | 660 jardas masculina                     |
| Georgius Damen              | Jogos Olímpicos de 1908 | Ciclismo de pista   | 5000 metros masculino                    |
| Georgius Damen              | Jogos Olímpicos de 1908 | Ciclismo de pista   | 20 quilômetros masculino                 |
| Georgius Damen              | Jogos Olímpicos de 1908 | Ciclismo de pista   | 100 quilômetros masculino                |
| Erik Dekker                 | Jogos Olímpicos de 1992 | Ciclismo de estrada | Corrida em estrada masculina             |
| Erik Dekker                 | Jogos Olímpicos de 1996 | Ciclismo de estrada | Corrida em estrada masculina             |
| Erik Dekker                 | Jogos Olímpicos de 1996 | Ciclismo de estrada | Contrarrelógio masculino                 |
| Erik Dekker                 | Jogos Olímpicos de 2000 | Ciclismo de estrada | Contrarrelógio masculino                 |
| Erik Dekker                 | Jogos Olímpicos de 2000 | Ciclismo de estrada | Corrida em estrada masculina             |
| Erik Dekker                 | Jogos Olímpicos de 2004 | Ciclismo de estrada | Corrida em estrada masculina             |
| Thomas Dekker               | Jogos Olímpicos de 2004 | Ciclismo de estrada | Estrada contrarrelógio masculino         |
| Ad Dekkers                  | Jogos Olímpicos de 1972 | Ciclismo de pista   | Perseguição por equipes masculino        |
| Thierry Detant              | Jogos Olímpicos de 1988 | Ciclismo de pista   | 1 km contrarrelógio masculino            |
| Daan van Dijk               | Jogos Olímpicos de 1928 | Ciclismo de pista   | Tandem masculino                         |
| Ellen van Dijk              | Jogos Olímpicos de 2012 | Ciclismo de estrada | Corrida em estrada feminina              |
| Ellen van Dijk              | Jogos Olímpicos de 2012 | Ciclismo de estrada | Estrada contrarrelógio feminino          |
| Ellen van Dijk              | Jogos Olímpicos de 2012 | Ciclismo de pista   | Perseguição por equipes feminino         |
| Evert Dolman                | Jogos Olímpicos de 1964 | Ciclismo de estrada | Contrarrelógio por equipes masculino     |
| Bas van Dooren              | Jogos Olímpicos de 2000 | Mountain bike       | Cross-country masculino                  |
| Peter van Doorn             | Jogos Olímpicos de 1972 | Ciclismo de pista   | 1 km contrarrelógio masculino            |
| Peter van Doorn             | Jogos Olímpicos de 1972 | Ciclismo de pista   | Tandem masculino                         |
| Peter van Doorn             | Jogos Olímpicos de 1972 | Ciclismo de pista   | Velocidade masculino                     |
| Corine Dorland              | Jogos Olímpicos de 2000 | mountain bike       | Cross-country feminino                   |
| Maarten Ducrot              | Jogos Olímpicos de 1984 | Ciclismo de estrada | Contrarrelógio por equipes masculino     |
| Ben Duijker                 | Jogos Olímpicos de 1928 | Ciclismo de estrada | Corrida em estrada masculina             |
| Ben Duijker                 | Jogos Olímpicos de 1928 | Ciclismo de estrada | Corrida em estrada por equipes masculino |
| Derk-Jan van Egmond         | Jogos Olímpicos de 1984 | Ciclismo de pista   | Corrida por pontos masculina             |
| Jacobus van Egmond          | Jogos Olímpicos de 1932 | Ciclismo de pista   | Velocidade masculino                     |
| Jacobus van Egmond          | Jogos Olímpicos de 1932 | Ciclismo de pista   | 1 km contrarrelógio masculino            |
| Jacobus van Egmond          | Jogos Olímpicos de 1932 | Ciclismo de pista   | Tandem masculino                         |
| Rafael Elshof               | Jogos Olímpicos de 1984 | Ciclismo de pista   | Perseguição por equipes masculino        |
| Henk Faanhof                | Jogos Olímpicos de 1948 | Ciclismo de estrada | Corrida em estrada masculino             |
| Henk Faanhof                | Jogos Olímpicos de 1948 | Ciclismo de estrada | Corrida em estrada por equipes masculina |
| Henk Faanhof                | Jogos Olímpicos de 1948 | Ciclismo de pista   | Perseguição por equipes masculino        |
| Nico van Gageldonk          | Jogos Olímpicos de 1936 | Ciclismo de estrada | Corrida em estrada masculina             |
| Nico van Gageldonk          | Jogos Olímpicos de 1936 | Ciclismo de estrada | Corrida em estrada por equipes masculina |
| Tinus van Gelder            | Jogos Olímpicos de 1948 | Ciclismo de pista   | Tandem masculino                         |
| Twan van Gendt              | Jogos Olímpicos de 2012 | BMX                 | BMX masculino                            |
| Antonie Gerrits             | Jogos Olímpicos de 1908 | Ciclismo de pista   | 660 jardas masculina                     |
| Antonie Gerrits             | Jogos Olímpicos de 1908 | Ciclismo de pista   | 5000 metros masculino                    |
| Antonie Gerrits             | Jogos Olímpicos de 1908 | Ciclismo de pista   | Velocidade masculino                     |
| Antonie Gerrits             | Jogos Olímpicos de 1908 | Ciclismo de pista   | Perseguição por equipes masculino        |
| Mees Gerritsen              | Jogos Olímpicos de 1960 | Ciclismo de pista   | Tandem masculino                         |
| Robert Gesink               | Jogos Olímpicos de 2008 | Ciclismo de estrada | Corrida em estrada masculina             |
| Robert Gesink               | Jogos Olímpicos de 2008 | Ciclismo de estrada | Men's time trial                         |
| Robert Gesink               | Jogos Olímpicos de 2012 | Ciclismo de estrada | Corrida em estrada masculina             |
| Jelle van Gorkom            | Jogos Olímpicos de 2012 | BMX                 | BMX masculino                            |
| Aad de Graaf                | Jogos Olímpicos de 1960 | Ciclismo de pista   | Velocidade masculino                     |
| Aad de Graaf                | Jogos Olímpicos de 1964 | Ciclismo de pista   | Velocidade masculino                     |
| Aad de Graaf                | Jogos Olímpicos de 1964 | Ciclismo de pista   | Tandem masculino                         |
| Evert Grift                 | Jogos Olímpicos de 1948 | Ciclismo de estrada | Corrida em estrada masculina             |
| Evert Grift                 | Jogos Olímpicos de 1948 | Ciclismo de estrada | Corrida em estrada por equipes masculina |
| Petra Grimbergen            | Jogos Olímpicos de 1992 | Ciclismo de estrada | Corrida em estrada feminina              |
| Tiemen Groen                | Jogos Olímpicos de 1964 | Ciclismo de pista   | Perseguição individual masculino         |
| Richard Groenendaal         | Jogos Olímpicos de 1992 | Ciclismo de estrada | Corrida em estrada masculina             |
| Daan de Groot               | Jogos Olímpicos de 1952 | Ciclismo de pista   | Perseguição por equipes masculino        |
| Loes Gunnewijk              | Jogos Olímpicos de 2012 | Ciclismo de estrada | Corrida em estrada feminina              |
| Heleen Hage                 | Jogos Olímpicos de 1988 | Ciclismo de estrada | Corrida em estrada feminina              |
| Dirk Jan van Hameren        | Jogos Olímpicos de 1992 | Ciclismo de pista   | 1 km contrarrelógio masculino            |
| Dirk Jan van Hameren        | Jogos Olímpicos de 1992 | Ciclismo de pista   | Velocidade por equipes masculino         |
| Dirk Jan van Hameren        | Jogos Olímpicos de 1996 | Ciclismo de pista   | 1 km contrarrelógio masculino            |
| Jack Hanegraaf              | Jogos Olímpicos de 1980 | Ciclismo de estrada | Contrarrelógio por equipes masculino     |
| Jack Hanegraaf              | Jogos Olímpicos de 1980 | Ciclismo de estrada | Corrida em estrada masculina             |
| Ingrid Haringa              | Jogos Olímpicos de 1992 | Ciclismo de pista   | Velocidade feminino                      |
| Ingrid Haringa              | Jogos Olímpicos de 1996 | Ciclismo de estrada | Corrida em estrada feminina              |
| Ingrid Haringa              | Jogos Olímpicos de 1996 | Ciclismo de pista   | Velocidade feminino                      |
| Ingrid Haringa              | Jogos Olímpicos de 1996 | Ciclismo de pista   | Corrida por pontos feminina              |
| Joop Harmans                | Jogos Olímpicos de 1948 | Ciclismo de pista   | Perseguição por equipes masculino        |
| Rob Harmeling               | Jogos Olímpicos de 1988 | Ciclismo de estrada | Corrida em estrada feminina              |
| Arie Hassink                | Jogos Olímpicos de 1976 | Ciclismo de estrada | Contrarrelógio por equipes masculino     |
| Arie Hassink                | Jogos Olímpicos de 1976 | Ciclismo de estrada | Corrida em estrada masculina             |
| Cor Heeren                  | Jogos Olímpicos de 1924 | Ciclismo de estrada | Contrarrelógio masculino                 |
| Cor Heeren                  | Jogos Olímpicos de 1924 | Ciclismo de estrada | Contrarrelógio por equipes masculino     |
| Max van Heeswijk            | Jogos Olímpicos de 2000 | Ciclismo de estrada | Corrida em estrada feminina              |
| Max van Heeswijk            | Jogos Olímpicos de 2004 | Ciclismo de estrada | Corrida em estrada feminina              |
| Levi Heimans                | Jogos Olímpicos de 2004 | Ciclismo de pista   | Perseguição individual masculino         |
| Levi Heimans                | Jogos Olímpicos de 2008 | Ciclismo de pista   | Perseguição por equipes masculino        |
| Levi Heimans                | Jogos Olímpicos de 2012 | Ciclismo de pista   | Perseguição por equipes masculino        |
| Fedor den Hertog            | Jogos Olímpicos de 1968 | Ciclismo de estrada | Contrarrelógio por equipes masculino     |
| Fedor den Hertog            | Jogos Olímpicos de 1968 | Ciclismo de pista   | Men's individual pursuit                 |
| Fedor den Hertog            | Jogos Olímpicos de 1972 | Ciclismo de estrada | Contrarrelógio por equipes masculino     |
| Fedor den Hertog            | Jogos Olímpicos de 1972 | Ciclismo de estrada | Corrida em estrada masculina             |
| Yvonne Hijgenaar            | Jogos Olímpicos de 2004 | Ciclismo de pista   | Velocidade feminina                      |
| Yvonne Hijgenaar            | Jogos Olímpicos de 2004 | Ciclismo de pista   | Contrarrelógio feminino                  |
| Yvonne Hijgenaar            | Jogos Olímpicos de 2008 | Ciclismo de pista   | Velocidade feminino                      |
| Yvonne Hijgenaar            | Jogos Olímpicos de 2012 | Ciclismo de pista   | Velocidade por equipes feminino          |
| Jan Hijzelendoorn           | Jogos Olímpicos de 1948 | Ciclismo de pista   | Velocidade masculino                     |
| Jan Hijzelendoorn           | Jogos Olímpicos de 1952 | Ciclismo de pista   | 1 km contrarrelógio masculino            |
| Jan Hijzelendoorn           | Jogos Olímpicos de 1952 | Ciclismo de pista   | Velocidade masculino                     |
| Aad van den Hoek            | Jogos Olímpicos de 1972 | Ciclismo de estrada | Contrarrelógio por equipes masculino     |
| Piet Hoekstra               | Jogos Olímpicos de 1968 | Ciclismo de pista   | Perseguição por equipes masculino        |
| Tristan Hoffman             | Jogos Olímpicos de 1996 | Ciclismo de estrada | Corrida em estrada masculina             |
| Tristan Hoffman             | Jogos Olímpicos de 2000 | Ciclismo de estrada | Corrida em estrada masculina             |
| Arend van 't Hoft           | Jogos Olímpicos de 1952 | Ciclismo de estrada | Corrida em estrada masculina             |
| Arend van 't Hoft           | Jogos Olímpicos de 1952 | Ciclismo de estrada | Corrida em estrada por equipes masculina |
| Theo Hogervorst             | Jogos Olímpicos de 1980 | Ciclismo de estrada | Contrarrelógio por equipes masculino     |
| Piet van der Horst          | Jogos Olímpicos de 1928 | Ciclismo de pista   | Perseguição por equipes masculino        |
| Rudi van Houts              | Jogos Olímpicos de 2008 | Mountain bike       | Cross-country masculino                  |
| Rudi van Houts              | Jogos Olímpicos de 2012 | Mountain bike       | Cross-country masculino                  |
| Adrianus van Houwelingen    | Jogos Olímpicos de 1976 | Ciclismo de estrada | Contrarrelógio por equipes masculino     |
| René van Hove               | Jogos Olímpicos de 1936 | Ciclismo de estrada | Corrida em estrada masculina             |
| René van Hove               | Jogos Olímpicos de 1936 | Ciclismo de estrada | Corrida em estrada masculina             |
| Jan Hugens                  | Jogos Olímpicos de 1960 | Ciclismo de estrada | Contrarrelogio por equipes masculino     |
| Jan Hugens                  | Jogos Olímpicos de 1960 | Ciclismo de estrada | Corrida em estrada masculina             |
| Jenning Huizenga            | Jogos Olímpicos de 2008 | Ciclismo de pista   | Perseguição individual masculino         |
| Jenning Huizenga            | Jogos Olímpicos de 2012 | Ciclismo de pista   | Perseguição por equipes masculino        |
| Marco van der Hulst         | Jogos Olímpicos de 1984 | Ciclismo de pista   | Perseguição por equipes masculino        |
| Petrus Ikelaar              | Jogos Olímpicos de 1920 | Ciclismo de estrada | Contrarrelógio masculino                 |
| Petrus Ikelaar              | Jogos Olímpicos de 1920 | Ciclismo de estrada | Contrarrelógio por equipes               |
| Petrus Ikelaar              | Jogos Olímpicos de 1920 | Ciclismo de pista   | Velocidade masculino                     |
| Petrus Ikelaar              | Jogos Olímpicos de 1920 | Ciclismo de pista   | 50 quilômetros masculino                 |
| Petrus Ikelaar              | Jogos Olímpicos de 1920 | Ciclismo de pista   | Perseguição por equipes masculino        |
| Petrus Ikelaar              | Jogos Olímpicos de 1920 | Ciclismo de pista   | Tandem masculino                         |
| Philippus Innemee           | Jogos Olímpicos de 1924 | Ciclismo de estrada | Contrarrelógio individual masculino      |
| Philippus Innemee           | Jogos Olímpicos de 1924 | Ciclismo de estrada | Contrarrelógio por equipes masculino     |
| Gert Jakobs                 | Jogos Olímpicos de 1984 | Ciclismo de estrada | Contrarrelógio por equipes masculino     |
| Harrie Jansen               | Jogos Olímpicos de 1968 | Ciclismo de estrada | Corrida em estrada masculina             |
| Jan Jansen                  | Jogos Olímpicos de 1968 | Ciclismo de pista   | Velocidade masculino                     |
| Jan Jansen                  | Jogos Olímpicos de 1968 | Ciclismo de pista   | Tandem masculino                         |
| Jan Janssen                 | Jogos Olímpicos de 1960 | Ciclismo de estrada | Corrida em estrada masculina             |
| Nicolaas de Jong            | Jogos Olímpicos de 1920 | Ciclismo de estrada | Contrarrelógio masculino                 |
| Nicolaas de Jong            | Jogos Olímpicos de 1920 | Ciclismo de estrada | Contrarrelógio por equipes masculino     |
| Gerard Kamper               | Jogos Olímpicos de 1972 | Ciclismo de pista   | Perseguição por equipes masculino        |
| Willy Kanis                 | Jogos Olímpicos de 2008 | Ciclismo de pista   | Velocidade feminino                      |
| Willy Kanis                 | Jogos Olímpicos de 2012 | Ciclismo de pista   | Velocidade feminino                      |
| Willy Kanis                 | Jogos Olímpicos de 2012 | Ciclismo de pista   | Velocidade por equipes feminino          |
| Willy Kanis                 | Jogos Olímpicos de 2012 | Ciclismo de pista   | Keirin feminino                          |
| Gerben Karstens             | Jogos Olímpicos de 1964 | Ciclismo de estrada | Contrarrelógio por equipes masculino     |
| Gerben Karstens             | Jogos Olímpicos de 1964 | Ciclismo de estrada | Corrida em estrada masculina             |
| Alphons van Katwijk         | Jogos Olímpicos de 1976 | Ciclismo de estrada | Contrarrelógio por equipes masculino     |
| Piet van Katwijk            | Jogos Olímpicos de 1972 | Ciclismo de estrada | Corrida em estrada masculina             |
| Pieter Kloppenburg          | Jogos Olímpicos de 1920 | Ciclismo de estrada | Contrarrelógio masculino                 |
| Pieter Kloppenburg          | Jogos Olímpicos de 1920 | Ciclismo de estrada | Contrarrelógio por equipes masculino     |
| Lex van Kreuningen          | Jogos Olímpicos de 1960 | Ciclismo de estrada | Contrarrelógio por equipes masculino     |
| Lex van Kreuningen          | Jogos Olímpicos de 1960 | Ciclismo de estrada | Corrida em estrada masculina             |
| Hennie Kuiper               | Jogos Olímpicos de 1972 | Ciclismo de estrada | Contrarrelógio por equipes masculino     |
| Hennie Kuiper               | Jogos Olímpicos de 1972 | Ciclismo de estrada | Corrida em estrada masculina             |
| Anton Kuys                  | Jogos Olímpicos de 1928 | Ciclismo de estrada | Corrida em estrada por equipes masculina |
| Pelle Kil                   | Jogos Olímpicos de 1992 | Ciclismo de estrada | Contrarrelógio por equipes masculino     |
| Lieke Klaus                 | Jogos Olímpicos de 2008 | BMX                 | BMX feminino                             |
| Servais Knaven              | Jogos Olímpicos de 1992 | Ciclismo de pista   | Velocidade por equipes masculino         |
| Servais Knaven              | Jogos Olímpicos de 1992 | Ciclismo de pista   | Perseguição individual masculino         |
| Servais Knaven              | Jogos Olímpicos de 2004 | Ciclismo de estrada | Corrida em estrada masculina             |
| Monique Knol                | Jogos Olímpicos de 1988 | Ciclismo de estrada | Corrida em estrada feminina              |
| Monique Knol                | Jogos Olímpicos de 1992 | Ciclismo de estrada | Corrida em estrada feminina              |
| Vera Koedooder              | Jogos Olímpicos de 2012 | Ciclismo de pista   | Perseguição por equipes feminino         |
| Gerard Koel                 | Jogos Olímpicos de 1964 | Ciclismo de pista   | Perseguição por equipes masculino        |
| Jaap ten Kortenaar          | Jogos Olímpicos de 1992 | Ciclismo de estrada | Contrarrelógio por equipes masculino     |
| Jan Krekels                 | Jogos Olímpicos de 1968 | Ciclismo de estrada | Contrarrelógio por equipes masculino     |
| Jan Krekels                 | Jogos Olímpicos de 1968 | Ciclismo de estrada | Corrida em estrada masculina             |
| Anton Krijgsman             | Jogos Olímpicos de 1920 | Ciclismo de pista   | 50 quilômetros masculino                 |
| Karsten Kroon               | Jogos Olímpicos de 2004 | Ciclismo de estrada | Corrida em estrada masculina             |
| Karsten Kroon               | Jogos Olímpicos de 2008 | Ciclismo de estrada | Corrida em estrada masculina             |
| Chris Kropman               | Jogos Olímpicos de 1936 | Ciclismo de pista   | Perseguição por equipes masculino        |
| Sebastian Langeveld         | Jogos Olímpicos de 2012 | Ciclismo de estrada | Corrida em estrada masculina             |
| Piet van der Lans           | Jogos Olímpicos de 1960 | Ciclismo de pista   | Perseguição por equipes masculino        |
| Bernard Leene               | Jogos Olímpicos de 1928 | Ciclismo de pista   | Tandem masculino                         |
| Bernard Leene               | Jogos Olímpicos de 1932 | Ciclismo de pista   | Tandem masculino                         |
| Bernard Leene               | Jogos Olímpicos de 1936 | Ciclismo de pista   | Tandem masculino                         |
| Leontine van der Lienden    | Jogos Olímpicos de 1984 | Ciclismo de estrada | Corrida em estrada feminina              |
| Pim Ligthart                | Jogos Olímpicos de 2008 | Ciclismo de pista   | Perseguição por equipes masculino        |
| Leijn Loevesijn             | Jogos Olímpicos de 1968 | Ciclismo de pista   | Velocidade masculino                     |
| Leijn Loevesijn             | Jogos Olímpicos de 1968 | Ciclismo de pista   | tandem masculino                         |
| Leijn Loevesijn             | Jogos Olímpicos de 1968 | Ciclismo de pista   | 1 km contrarrelógio masculino            |
| René Lotz                   | Jogos Olímpicos de 1960 | Ciclismo de estrada | Contrarrelógio por equipes masculino     |
| René Lotz                   | Jogos Olímpicos de 1960 | Ciclismo de estrada | Corrida em estrada masculina             |
| Jan Maas                    | Jogos Olímpicos de 1924 | Ciclismo de estrada | Contrarrelógio masculino                 |
| Jan Maas                    | Jogos Olímpicos de 1924 | Ciclismo de estrada | Contrarrelógio por equipes masculino     |
| Jan Maas                    | Jogos Olímpicos de 1924 | Ciclismo de pista   | 50 quilômetros masculino                 |
| Jan Maas                    | Jogos Olímpicos de 1924 | Ciclismo de pista   | Perseguição por equipes masculino        |
| Jan Maas                    | Jogos Olímpicos de 1928 | Ciclismo de pista   | Perseguição por equipes masculino        |
| Jules Maenen                | Jogos Olímpicos de 1952 | Ciclismo de estrada | Corrida em estrada masculina             |
| Jules Maenen                | Jogos Olímpicos de 1952 | Ciclismo de estrada | Corrida em estrada masculina             |
| Jules Maenen                | Jogos Olímpicos de 1952 | Ciclismo de pista   | Perseguição por equipes masculino        |
| Antoine Mazairac            | Jogos Olímpicos de 1928 | Ciclismo de pista   | Velocidade masculino                     |
| Jacques van Meer            | Jogos Olímpicos de 1980 | Ciclismo de estrada | Corrida em estrada masculina             |
| Jacob Meijer                | Jogos Olímpicos de 1924 | Ciclismo de pista   | Velocidade masculino                     |
| Mirjam Melchers             | Jogos Olímpicos de 2004 | Ciclismo de estrada | Corrida em estrada feminina              |
| Mirjam Melchers             | Jogos Olímpicos de 2004 | Ciclismo de estrada | Contrarelógio feminino                   |
| Mirjam Melchers             | Jogos Olímpicos de 2000 | Ciclismo de estrada | Contrarrelógio feminino                  |
| Mirjam Melchers             | Jogos Olímpicos de 2000 | Ciclismo de estrada | Corrida em estrada feminina              |
| Mirjam Melchers             | Jogos Olímpicos de 2008 | Ciclismo de estrada | Corrida em estrada feminina              |
| Mirjam Melchers             | Jogos Olímpicos de 2008 | Ciclismo de estrada | Contrarrelógio feminino                  |
| Koos Moerenhout             | Jogos Olímpicos de 2000 | Ciclismo de estrada | Contrarrelógio masculino                 |
| Koos Moerenhout             | Jogos Olímpicos de 2000 | Ciclismo de estrada | Corrida em estrada masculina             |
| Gerrit Möhlmann             | Jogos Olímpicos de 1976 | Ciclismo de pista   | Perseguição por equipes masculino        |
| Rik Moorman                 | Jogos Olímpicos de 1984 | Ciclismo de pista   | Perseguição por equipes masculinos       |
| Jens Mouris                 | Jogos Olímpicos de 2000 | Ciclismo de pista   | Perseguição por equipes masculino        |
| Jens Mouris                 | Jogos Olímpicos de 2008 | Ciclismo de pista   | Perseguição individual masculino         |
| Jens Mouris                 | Jogos Olímpicos de 2008 | Ciclismo de pista   | Perseguição por equipes masculino        |
| Jens Mouris                 | Jogos Olímpicos de 2008 | Ciclismo de pista   | Madison masculino                        |
| Teun Mulder                 | Jogos Olímpicos de 2004 | Ciclismo de pista   | Velocidade masculino                     |
| Teun Mulder                 | Jogos Olímpicos de 2004 | Ciclismo de pista   | Velocidade por equipes masculino         |
| Teun Mulder                 | Jogos Olímpicos de 2004 | Ciclismo de pista   | Contrarrelógio masculino                 |
| Teun Mulder                 | Jogos Olímpicos de 2004 | Ciclismo de pista   | Keirin masculino                         |
| Teun Mulder                 | Jogos Olímpicos de 2008 | Ciclismo de pista   | Velocidade masculino                     |
| Teun Mulder                 | Jogos Olímpicos de 2008 | Ciclismo de pista   | Keirin masculino                         |
| Teun Mulder                 | Jogos Olímpicos de 2012 | Ciclismo de pista   | Keirin masculino                         |
| Danny Nelissen              | Jogos Olímpicos de 1996 | Ciclismo de estrada | Corrida em estrada masculina             |
| Peter Nieuwenhuis           | Jogos Olímpicos de 1976 | Ciclismo de pista   | Perseguição por equipes masculino        |
| Henk Nieuwkamp              | Jogos Olímpicos de 1968 | Ciclismo de pista   | Perseguição por equipes masculino        |
| Henk Nijdam                 | Jogos Olímpicos de 1960 | Ciclismo de pista   | Perseguição por equipes masculino        |
| Jelle Nijdam                | Jogos Olímpicos de 1984 | Ciclismo de pista   | Perseguição por equipes masculino        |
| Jelle Nijdam                | Jogos Olímpicos de 1984 | Ciclismo de pista   | Perseguição individual masculino         |
| Dorus Nijland               | Jogos Olímpicos de 1908 | Ciclismo de pista   | 660 jardas masculina                     |
| Dorus Nijland               | Jogos Olímpicos de 1908 | Ciclismo de pista   | 5000 metros masculino                    |
| Dorus Nijland               | Jogos Olímpicos de 1908 | Ciclismo de pista   | 20 quilômetros masculino                 |
| Dorus Nijland               | Jogos Olímpicos de 1908 | Ciclismo de pista   | 100 quilômetros masculino                |
| Dorus Nijland               | Jogos Olímpicos de 1908 | Ciclismo de pista   | Velocidade masculino                     |
| Dorus Nijland               | Jogos Olímpicos de 1908 | Ciclismo de pista   | Perseguição por equipes masculino        |
| Theo Nikkessen              | Jogos Olímpicos de 1960 | Ciclismo de pista   | Perseguição por equipes masculino        |
| Henk Ooms                   | Jogos Olímpicos de 1936 | Ciclismo de pista   | Tandem masculino                         |
| Willem Ooms                 | Jogos Olímpicos de 1920 | Ciclismo de pista   | 50 quilômetros masculino                 |
| Jaap Oudkerk                | Jogos Olímpicos de 1960 | Ciclismo de pista   | Perseguição por equipes masculino        |
| Jaap Oudkerk                | Jogos Olímpicos de 1964 | Ciclismo de pista   | Perseguição por equipes masculino        |
| Rinus Paul                  | Jogos Olímpicos de 1960 | Ciclismo de pista   | Tandem masculino                         |
| Leo Peelen                  | Jogos Olímpicos de 1988 | Ciclismo de pista   | Perseguição por equipes masculino        |
| Leo Peelen                  | Jogos Olímpicos de 1988 | Ciclismo de pista   | Corrida por pontos masculina             |
| Maurice Peeters             | Jogos Olímpicos de 1920 | Ciclismo de pista   | Velocidade masculino                     |
| Maurice Peeters             | Jogos Olímpicos de 1920 | Ciclismo de pista   | Perseguição por equipes masculino        |
| Maurice Peeters             | Jogos Olímpicos de 1924 | Ciclismo de pista   | Velocidade masculino                     |
| Maurice Peeters             | Jogos Olímpicos de 1924 | Ciclismo de pista   | Tandem masculino                         |
| Bas Peters                  | Jogos Olímpicos de 2004 | Mountain bike       | Cross-country masculino                  |
| Piet Peters                 | Jogos Olímpicos de 1948 | Ciclismo de estrada | Corrida em estrada masculina             |
| Piet Peters                 | Jogos Olímpicos de 1948 | Ciclismo de estrada | Corrida em estrada por equipes masculina |
| Amy Pieters                 | Jogos Olímpicos de 2012 | Ciclismo de pista   | Perseguição por equipes feminino         |
| Peter Pieters               | Jogos Olímpicos de 1996 | Ciclismo de pista   | Corrida por pontos masculina             |
| Peter Pieters               | Jogos Olímpicos de 1996 | Ciclismo de pista   | Velocidade individual masculino          |
| Sjaak Pieters               | Jogos Olímpicos de 1976 | Ciclismo de pista   | Velocidade masculino                     |
| Jan Pieterse                | 1964 Summer Olympics    | Ciclismo de estrada | Contrarrelógio por equipes masculino     |
| Jan Pieterse                | 1964 Summer Olympics    | Ciclismo de estrada | Corrida em estrada masculina             |
| René Pijnen                 | Jogos Olímpicos de 1968 | Ciclismo de estrada | Contrarrelógio por equipes masculino     |
| René Pijnen                 | Jogos Olímpicos de 1968 | Ciclismo de estrada | Corrida em estrada masculina             |
| Jan Pijnenburg              | Jogos Olímpicos de 1928 | Ciclismo de pista   | Perseguição por equipes masculino        |
| Frits Pirard                | Jogos Olímpicos de 1976 | Ciclismo de estrada | Contrarrelógio por equipes masculino     |
| Jan Plantaz                 | Jogos Olímpicos de 1952 | Ciclismo de estrada | Corrida em estrada masculina             |
| Jan Plantaz                 | Jogos Olímpicos de 1952 | Ciclismo de estrada | Corrida em estrada por equipes masculina |
| Jan Plantaz                 | Jogos Olímpicos de 1952 | Ciclismo de pista   | Perseguição por equipes masculino        |
| Adri van der Poel           | Jogos Olímpicos de 1980 | Ciclismo de estrada | Contrarrelógio por equipes masculino     |
| Adri van der Poel           | Jogos Olímpicos de 1980 | Ciclismo de estrada | Corrida em estrada masculina             |
| Simon van Poelgeest         | Jogos Olímpicos de 1924 | Ciclismo de pista   | Perseguição por equipes masculino        |
| Twan Poels                  | Jogos Olímpicos de 1984 | Ciclismo de estrada | Corrida em estrada masculina             |
| Herman Ponsteen             | Jogos Olímpicos de 1972 | Ciclismo de pista   | Perseguição por equipes masculino        |
| Herman Ponsteen             | Jogos Olímpicos de 1976 | Ciclismo de pista   | Perseguição por equipes masculino        |
| Herman Ponsteen             | Jogos Olímpicos de 1976 | Ciclismo de pista   | Perseguição individual masculino         |
| Jean-Paul van Poppel        | Jogos Olímpicos de 1984 | Ciclismo de estrada | Corrida em estrada masculina             |
| Cees Priem                  | Jogos Olímpicos de 1972 | Ciclismo de estrada | Contrarrelógio por equipes masculino     |
| Cees Priem                  | Jogos Olímpicos de 1972 | Ciclismo de estrada | Corrida em estrada masculina             |
| Thea van Rijnsoever         | Jogos Olímpicos de 1984 | Ciclismo de estrada | Corrida em estrada feminina              |
| Elsbeth van Rooy-Vink       | Jogos Olímpicos de 2004 | Mountain bike       | Cross-country feminino                   |
| Elsbeth van Rooy-Vink       | Jogos Olímpicos de 2008 | Mountain bike       | Cross-country feminino                   |
| Richard Rozendaal           | Jogos Olímpicos de 1996 | Ciclismo de pista   | Perseguição por equipes masculino        |
| Peter Schep                 | Jogos Olímpicos de 1996 | Ciclismo de pista   | Perseguição por equipes masculino        |
| Peter Schep                 | Jogos Olímpicos de 2000 | Ciclismo de pista   | Perseguição por equipes masculino        |
| Peter Schep                 | Jogos Olímpicos de 2004 | Ciclismo de pista   | Corrida por pontos masculina             |
| Peter Schep                 | Jogos Olímpicos de 2008 | Ciclismo de pista   | Corrida por pontos masculina             |
| Peter Schep                 | Jogos Olímpicos de 2008 | Ciclismo de pista   | Madison masculino                        |
| Roy Schuiten                | Jogos Olímpicos de 1972 | Ciclismo de pista   | Perseguição por equipes masculino        |
| Roy Schuiten                | Jogos Olímpicos de 1972 | Ciclismo de pista   | Perseguição individual masculino         |
| Gerrit Schulte              | Jogos Olímpicos de 1936 | Ciclismo de estrada | Corrida em estrada masculina             |
| Gerrit Schulte              | Jogos Olímpicos de 1936 | Ciclismo de estrada | Corrida em estrada por equipes masculina |
| Frits Schür                 | Jogos Olímpicos de 1976 | Ciclismo de estrada | Corrida em estrada masculina             |
| Cor Schuuring               | Jogos Olímpicos de 1964 | Ciclismo de pista   | Perseguição por equipes masculino        |
| Robert Slippens             | Jogos Olímpicos de 1996 | Ciclismo de pista   | Perseguição por equipes masculino        |
| Robert Slippens             | Jogos Olímpicos de 2000 | Ciclismo de pista   | Tandem masculino                         |
| Robert Slippens             | Jogos Olímpicos de 2000 | Ciclismo de pista   | Men's team pursuit                       |
| Robert Slippens             | Jogos Olímpicos de 2004 | Ciclismo de pista   | Madison masculino                        |
| Robert Slippens             | Jogos Olímpicos de 2008 | Ciclismo de pista   | Perseguição por equipes masculino        |
| Gerrit Slot                 | Jogos Olímpicos de 1976 | Ciclismo de pista   | Perseguição por equipes masculino        |
| Ab Sluis                    | Jogos Olímpicos de 1960 | Ciclismo de estrada | Contrarrelógio por equipes masculino     |
| Laura Smulders              | Jogos Olímpicos de 2012 | BMX                 | BMX feminino                             |
| Johannes van Spengen        | Jogos Olímpicos de 1908 | Ciclismo de pista   | 660 jardas masculina                     |
| Johannes van Spengen        | Jogos Olímpicos de 1908 | Ciclismo de pista   | 5000 metros masculino                    |
| Johannes van Spengen        | Jogos Olímpicos de 1908 | Ciclismo de pista   | 20 quilômetros masculino                 |
| Johannes van Spengen        | Jogos Olímpicos de 1908 | Ciclismo de pista   | Velocidade masculino                     |
| Johannes van Spengen        | Jogos Olímpicos de 1908 | Ciclismo de pista   | Perseguição por equipes masculino        |
| Danny Stam                  | Jogos Olímpicos de 2000 | Ciclismo de pista   | Madison masculino                        |
| Danny Stam                  | Jogos Olímpicos de 2004 | Ciclismo de pista   | Madison masculino                        |
| Niels van der Steen         | Jogos Olímpicos de 1992 | Ciclismo de pista   | Perseguição por equipes masculino        |
| Harry Steevens              | Jogos Olímpicos de 1964 | Ciclismo de estrada | Corrida em estrada masculina             |
| Arie van der Stel           | Jogos Olímpicos de 1920 | Ciclismo de estrada | Contrarrelógio masculino                 |
| Arie van der Stel           | Jogos Olímpicos de 1920 | Ciclismo de estrada | Contrarrelógio por equipes masculino     |
| Arie van der Stel           | Jogos Olímpicos de 1920 | Ciclismo de pista   | 50 quilômetros masculino                 |
| Wim Stroetinga              | Jogos Olímpicos de 2008 | Ciclismo de pista   | Perseguição por equipes masculino        |
| Wim Stroetinga              | Jogos Olímpicos de 2012 | Ciclismo de pista   | Perseguição por equipes masculino        |
| Ad Tak                      | Jogos Olímpicos de 1976 | Ciclismo de estrada | Corrida em estrada masculina             |
| Niki Terpstra               | Jogos Olímpicos de 2008 | Ciclismo de estrada | Corrida em estrada masculina             |
| Niki Terpstra               | Jogos Olímpicos de 2012 | Ciclismo de estrada | Corrida em estrada masculina             |
| Patrick Tolhoek             | Jogos Olímpicos de 2000 | Mountain bike       | Cross-country masculino                  |
| Henny Top                   | Jogos Olímpicos de 1984 | Ciclismo de estrada | Corrida em estrada feminina              |
| Piet van der Touw           | Jogos Olímpicos de 1960 | Ciclismo de pista   | Velocidade masculino                     |
| Piet van der Touw           | Jogos Olímpicos de 1960 | Ciclismo de pista   | 1 km contrarrelógio masculino            |
| Piet van der Touw           | Jogos Olímpicos de 1964 | Ciclismo de pista   | Velocidade masculino                     |
| Piet van der Touw           | Jogos Olímpicos de 1964 | Ciclismo de pista   | 1 km contrarrelógio masculino            |
| Piet van der Touw           | Jogos Olímpicos de 1964 | Ciclismo de pista   | Tandem masculino                         |
| Lau Veldt                   | Jogos Olímpicos de 1980 | Ciclismo de pista   | Velocidade masculino                     |
| Tim Veldt                   | Jogos Olímpicos de 2012 | Ciclismo de pista   | Velocidade por equipes masculino         |
| Nico Verhoeven              | Jogos Olímpicos de 1984 | Ciclismo de estrada | Corrida em estrada masculina             |
| Philippus Vethaak           | Jogos Olímpicos de 1936 | Ciclismo de estrada | Corrida em estrada masculina             |
| Philippus Vethaak           | Jogos Olímpicos de 1936 | Ciclismo de estrada | Corrida em estrada por equipes masculina |
| Aart Vierhouten             | Jogos Olímpicos de 1996 | Ciclismo de estrada | Corrida em estrada masculina             |
| Michael Vingerling          | Jogos Olímpicos de 2012 | Ciclismo de pista   | Perseguição por equipes masculino        |
| Elsbeth Vink                | Jogos Olímpicos de 1996 | Ciclismo de estrada | Corrida em estrada feminina              |
| Elsbeth Vink                | Jogos Olímpicos de 1996 | Ciclismo de estrada | Cross-country masculino                  |
| Adrie Visser                | Jogos Olímpicos de 2004 | Ciclismo de pista   | Corrida por pontos masculina             |
| Annemiek van Vleuten        | Jogos Olímpicos de 2012 | Ciclismo de estrada | Corrida em estrada feminina              |
| Arie van Vliet              | Jogos Olímpicos de 1936 | Ciclismo de pista   | 1 km contrarrelógio masculino            |
| Arie van Vliet              | Jogos Olímpicos de 1936 | Ciclismo de pista   | Velocidade masculino                     |
| Leo van Vliet               | Jogos Olímpicos de 1976 | Ciclismo de estrada | Corrida em estrada masculina             |
| Martinus Vlietman           | Jogos Olímpicos de 1924 | Ciclismo de estrada | Contrarrelógio masculino                 |
| Martinus Vlietman           | Jogos Olímpicos de 1924 | Ciclismo de estrada | Contrarrelógio por equipes masculino     |
| Ben van der Voort           | Jogos Olímpicos de 1936 | Ciclismo de pista   | Perseguição por equipes masculino        |
| Adrie Voorting              | Jogos Olímpicos de 1952 | Ciclismo de estrada | Corrida em estrada masculina             |
| Adrie Voorting              | Jogos Olímpicos de 1952 | Ciclismo de estrada | Corrida em estrada por equipes masculina |
| Adrie Voorting              | Jogos Olímpicos de 1952 | Ciclismo de pista   | Perseguição por equipes                  |
| Gerrit Voorting             | Jogos Olímpicos de 1948 | Ciclismo de estrada | Corrida em estrada masculina             |
| Gerrit Voorting             | Jogos Olímpicos de 1948 | Ciclismo de estrada | Corrida em estrada por equipes masculina |
| Gerrit Voorting             | Jogos Olímpicos de 1948 | Ciclismo de pista   | Perseguição por equipes masculino        |
| Marianne Vos                | Jogos Olímpicos de 2008 | Ciclismo de estrada | Corrida em estrada feminina              |
| Marianne Vos                | Jogos Olímpicos de 2008 | Ciclismo de estrada | Contrarrelógio feminino                  |
| Marianne Vos                | Jogos Olímpicos de 2008 | Ciclismo de pista   | Corrida por pontos feminina              |
| Marianne Vos                | Jogos Olímpicos de 2012 | Ciclismo de estrada | Corrida em estrada feminina              |
| Marianne Vos                | Jogos Olímpicos de 2012 | Ciclismo de estrada | Contrarrelógio feminino                  |
| Bart Voskamp                | Jogos Olímpicos de 1992 | Ciclismo de estrada | Contrarrelógio por equipes masculino     |
| Franciscus de Vreng         | Jogos Olímpicos de 1920 | Ciclismo de pista   | Velocidade masculino                     |
| Franciscus de Vreng         | Jogos Olímpicos de 1920 | Ciclismo de pista   | Perseguição por equipes masculino        |
| Franciscus de Vreng         | Jogos Olímpicos de 1920 | Ciclismo de pista   | Tandem masculino                         |
| Gerrit de Vries             | Jogos Olímpicos de 1988 | Ciclismo de estrada | Contrarrelógio por equipes masculino     |
| Franciscus Waterreus        | Jogos Olímpicos de 1924 | Ciclismo de pista   | Perseguição por equipes masculino        |
| Gerrit van Wees             | Jogos Olímpicos de 1936 | Ciclismo de pista   | Perseguição por equipes masculino        |
| Cora Westland               | Jogos Olímpicos de 1988 | Ciclismo de estrada | Corrida em estrada feminina              |
| Lieuwe Westra               | Jogos Olímpicos de 2012 | Ciclismo de estrada | Corrida em estrada masculina             |
| Lieuwe Westra               | Jogos Olímpicos de 2012 | Ciclismo de estrada | Contrarrelógio masculino                 |
| Kirsten Wild                | Jogos Olímpicos de 2012 | Ciclismo de pista   | Perseguição por equipes feminino         |
| Kirsten Wild                | Jogos Olímpicos de 2012 | Ciclismo de pista   | Omnium feminino                          |
| Robert de Wilde             | Jogos Olímpicos de 2008 | BMX                 | BMX masculino                            |
| Rob van den Wildenberg      | Jogos Olímpicos de 2008 | BMX                 | BMX masculino                            |
| Ko Willems                  | Jogos Olímpicos de 1924 | Ciclismo de pista   | 50 quilômetros masculino                 |
| Peter Winnen                | Jogos Olímipcos de 1980 | Ciclismo de estrada | Corrida em estrada masculina             |
| Michel Zanoli               | Jogos Olímpicos de 1988 | Ciclismo de estrada | Contrarrelógio por equipes masculino     |
| Michel Zanoli               | Jogos Olímpicos de 1988 | Ciclismo de estrada | Corrida em estrada masculina             |
| Leontien Zijlaard           | Jogos Olímpcos de 1992  | Ciclismo de pista   | Perseguição individual masculino         |
| Leontien Zijlaard           | Jogos Olímpcos de 1992  | Ciclismo de pista   | Corrida em estrada feminina              |
| Leontien Zijlaard           | Jogos Olímpicos de 2000 | Ciclismo de estrada | Contrarrelógio feminino                  |
| Leontien Zijlaard           | Jogos Olímpicos de 2000 | Ciclismo de estrada | Corrida em estrada feminina              |
| Leontien Zijlaard           | Jogos Olímpicos de 2000 | Ciclismo de pista   | Corrida por pontos feminina              |
| Leontien Zijlaard           | Jogos Olímpicos de 2000 | Ciclismo de pista   | Perseguição individual feminino          |
| Leontien Zijlaard           | Jogos Olímpicos de 2004 | Ciclismo de estrada | Corrida em estrada masculina             |
| Leontien Zijlaard           | Jogos Olímpicos de 2004 | Ciclismo de estrada | Contrarrelógio feminino                  |
| Leontien Zijlaard           | Jogos Olímpicos de 2004 | Ciclismo de pista   | Perseguição individual feminino          |
| Anouska van der Zee         | Jogos Olímpicos de 2004 | Ciclismo de estrada | Corrida em estrada feminina              |
| Bart Zoet                   | Jogos Olímpicos de 1964 | Ciclismo de estrada | Contrarrelógio por equipes masculino     |
| Bart Zoet                   | Jogos Olímpicos de 1964 | Ciclismo de estrada | Corrida em estrada masculina             |
| Joop Zoetemelk              | Jogos Olímpicos de 1968 | Ciclismo de pista   | Perseguição por equipes masculino        |
| Joop Zoetemelk              | Jogos Olímpicos de 1968 | Ciclismo de estrada | Contrarrelógio por equipes masculino     |
| Joop Zoetemelk              | Jogos Olímpicos de 1968 | Ciclismo de estrada | Corrida em estrada masculina             |
| Wilco Zuijderwijk           | Jogos Olímpicos de 2000 | Ciclismo de pista   | Corrida por pontos masculina             |
| Wilco Zuijderwijk           | Jogos Olímpicos de 2000 | Ciclismo de pista   | Perseguição por equipes masculino        |
| Adrie Zwartepoorte          | Jogos Olímpicos de 1936 | Ciclismo de pista   | Perseguição por equipes masculino        |